# Black Hawks de Galt
Pour les articles homonymes, voir Black Hawk.
Les Black Hawks de Galt sont une équipe junior de hockey sur glace de l'Association de Hockey de l'Ontario. Ils évoluent entre 1949 et 1955 dans la ville de Galt en Ontario au Canada.

## Saison par Saison
| Saison  | PJ | V  | D  | N | Pts | %V     | BP  | AC  | Classement |
| ------- | -- | -- | -- | - | --- | ------ | --- | --- | ---------- |
| 1949-50 | 48 | 14 | 32 | 2 | 30  | 30,4 % | 144 | 265 | 8e AHO     |
| 1950-51 | 54 | 21 | 39 | 4 | 48  | 42,0 % | 181 | 223 | 7e AHO     |
| 1951-52 | 54 | 35 | 17 | 2 | 72  | 67,3 % | 307 | 213 | 3e AHO     |
| 1952-53 | 56 | 27 | 26 | 3 | 57  | 50,9 % | 242 | 225 | 5e AHO     |
| 1953-54 | 59 | 21 | 37 | 1 | 43  | 36,2 % | 204 | 288 | 8e AHO     |
| 1954-55 | 49 | 18 | 25 | 6 | 42  | 41,9 % | 181 | 203 | 6e AHO     |